# Le Stigmate (film 1924)
Le Stigmate è un serial muto del 1924 diretto da Maurice Champreux e da Louis Feuillade.

## Trama
Un forzato evaso cerca di rifarsi una vita onesta anche se un ispettore di polizia, sulle sue tracce, non perde mai di vista l'obiettivo di catturarlo. L'uomo, in ogni caso, riuscirà nel suo scopo, diventando anche estremamente ricco. Impiegherà il suo denaro per aiutare i bambini poveri separati forzosamente dai loro genitori.

### Episodi
1. Le Mort vivant
2. Les Deux Mères
3. L'Évasion
4. Nocturnes
5. La Mère prodigue
6. La Main

## Produzione
Il film fu prodotto dalla Société des Etablissements L. Gaumont

## Distribuzione
Distribuito dalla Société des Etablissements L. Gaumont, uscì nelle sale cinematografiche francesi il 5 marzo 1924. In Spagna, è conosciuto con i titoli El estigma, o La hija del forzado.